# Attila Hörbiger
Attila Hörbiger (21. dubna 1896, Budapešť – 27. dubna 1987 Vídeň) byl rakouský divadelní a filmový herec.
Od roku 1903 žil ve Vídni. Maturoval na katolické střední škole v Sankt Paul im Lavanttal a v roce 1919 získal první divadelní angažmá ve Vídeňském Novém Městě. Hrál v Novém německém divadle v Praze, v brněnské Redutě, v libereckém divadle v Lehartheater v Bad Ischlu a v Theater in der Josefstadt pod vedením Maxe Reinhardta. Od roku 1950 byl členem ansámblu Burgtheateru. Účinkoval ve filmech Otto Premingera, Gustava Učického, Franze Antela a Vojtěcha Jasného. Na Salcburském festivalu pravidelně vystupoval v titulní roli dramatu Hugo von Hofmannsthala Jedermann.
Za druhé světové války byl členem NSDAP. Joseph Goebbels ho zařadil na seznam Gottbegnadeten-Liste obsahujícím umělce nepostradatelné pro říši a osvobozené z vojenské služby.
Obdržel Záslužný řád Spolkové republiky Německo (1954) a Čestný odznak Za zásluhy o Rakouskou republiku (1977).
Jeho otcem byl inženýr Hans Hörbiger a bratrem herec Paul Hörbiger. Oženil se s hereckou kolegyní Paulou Wessely, jejich dcery Elisabeth, Christiane a Maresa se také staly herečkami.
Jeho poslední divadelní role byla v roce 1985 ve hře Ferdinanda Raimunda Diamant krále duchů. Dožil se 91 let, je pochován na vídeňském hřbitově Grinzinger Friedhof.